# Domžale Tigers
I Domžale Tigers sono una squadra di football americano di Domžale, in Slovenia, fondata nel 2013.

## Dettaglio stagioni

### Tackle football

#### Tornei nazionali

##### Campionato

###### 1. SLAN
| Stagione | regular season | regular season | regular season | regular season | regular season | regular season | playoff | playoff | playoff | playoff | playoff | playoff      | playoff          |
|          | Vin            | Par            | Per            | Tot            | PF             | PS             | Vin     | Per     | Tot     | PF      | PS      | risultato    | avversaria       |
| -------- | -------------- | -------------- | -------------- | -------------- | -------------- | -------------- | ------- | ------- | ------- | ------- | ------- | ------------ | ---------------- |
| 2016     | -              | -              | -              | -              | -              | -              | 0       | 2       | 2       | 34      | 105     | Quarto posto | Maribor Generals |
| 2017     | -              | -              | -              | -              | -              | -              | 1       | 1       | 2       | 25      | 42      | Terzo posto  | Maribor Generals |
| 2019     | 3              | 0              | 0              | 3              | 80             | 14             | 1       | 0       | 1       | 30      | 7       | Campioni     | Maribor Generals |
| Totale   | 3              | 0              | 0              | 3              | 80             | 14             | 2       | 3       | 5       | 89      | 154     |              |                  |

Fonti: Enciclopedia del Football - A cura di Roberto Mezzetti

##### AFL Division II
| Stagione | regular season | regular season | regular season | regular season | regular season | regular season | playoff | playoff | playoff | playoff | playoff | playoff    | playoff        |
|          | Vin            | Par            | Per            | Tot            | PF             | PS             | Vin     | Per     | Tot     | PF      | PS      | risultato  | avversaria     |
| -------- | -------------- | -------------- | -------------- | -------------- | -------------- | -------------- | ------- | ------- | ------- | ------- | ------- | ---------- | -------------- |
| 2017     | 1              | 0              | 5              | 6              | 184            | 209            | -       | -       | -       | -       | -       | -          | -              |
| 2018     | 4              | 0              | 4              | 8              | 166            | 238            | -       | -       | -       | -       | -       | -          | -              |
| 2019     | 6              | 0              | 2              | 8              | 243            | 150            | 0       | 1       | 1       | 0       | 39      | Semifinale | Znojmo Knights |
| Totale   | 11             | 0              | 11             | 22             | 793            | 597            | 0       | 1       | 1       | 0       | 39      |            |                |

Fonti: Enciclopedia del Football - A cura di Roberto Mezzetti

#### Tornei internazionali

##### Central European Football League
| Stagione | regular season | regular season | regular season | regular season | regular season | regular season | playoff | playoff | playoff | playoff | playoff | playoff   | playoff    |
|          | Vin            | Par            | Per            | Tot            | PF             | PS             | Vin     | Per     | Tot     | PF      | PS      | risultato | avversaria |
| -------- | -------------- | -------------- | -------------- | -------------- | -------------- | -------------- | ------- | ------- | ------- | ------- | ------- | --------- | ---------- |
| 2016     | 0              | 0              | 6              | 6              | 99             | 228            | -       | -       | -       | -       | -       | -         | -          |
| Totale   | 0              | 0              | 6              | 6              | 99             | 228            | -       | -       | -       | -       | -       |           |            |

Fonti: Enciclopedia del Football - A cura di Roberto Mezzetti

### Flag football

#### Tornei internazionali

##### Ladies Champions Bowl
| Stagione | regular season | regular season | regular season | regular season | regular season | regular season | playoff | playoff | playoff | playoff | playoff | playoff       | playoff            |
|          | Vin            | Par            | Per            | Tot            | PF             | PS             | Vin     | Per     | Tot     | PF      | PS      | risultato     | avversaria         |
| -------- | -------------- | -------------- | -------------- | -------------- | -------------- | -------------- | ------- | ------- | ------- | ------- | ------- | ------------- | ------------------ |
| 2017     | 0              | 0              | 3              | 3              | 39             | 109            | 1       | 2       | 3       | 57+?    | 70+?    | Settimo posto | Walldorf Wanderers |
| Totale   | 0              | 0              | 3              | 3              | 39             | 109            | 1       | 2       | 3       | 57+?    | 70+?    |               |                    |

Fonti: Enciclopedia del Football - A cura di Roberto Mezzetti

## Palmarès
- 1 SloBowl (2019)